# Звенигородське князівство
Звенигородське князівство — територіально-державне утворення, що виникло навколо м. Звенигород в останній чверті XI ст. в процесі державного формування Галицької землі, який розвинувся із Перемишльської і Теребовльської волостей Ростиславичів і завершився відносно пізно наприкінці XI–XII ст.
Центральна частина майбутньої Галицької землі у верхів'ях річок Західний Буг і Стир довго залишалася «неокняженою», її державне освоєння почалося в 1080-х роках і спричинило утворення Звенигородського князівства. Близько 1084 року Ростиславичі утверджуються на заході Південної Русі. Старший Рюрик сів у м. Перемишль, молодший — Василько Ростиславич — у м. Теребовль, середній — Володар Ростиславич — у Звенигороді Галицькому.
Після смерті Володара Ростиславича Звенигородське князівство одержав його молодший син Володимирко Володаревич. Наприкінці 1130-х рр. Володимирко перейшов до Перемишля, а Звенигородське князівство дісталося його небожеві Івану Ростиславичу «Берладнику». На початку 1145 року Іван зробив невдалу спробу відібрати у дядька Галич і йому довелося тікати до дунайського Пониззя. Звенигородське князівство було ліквідоване як територіально-державне утворення і приєднане Володимирком до Галицького князівства.
Грушевський припускав, що Львівська земля Руського воєводства здебільшого займала терени Звенигородського князівства.